# Fortunio Liceti
Fortunio Liceti (en latin Fortunius Licetus) (né le 3 octobre 1577 à Rapallo, dans la république de Gênes et mort le 16 juin 1657 à Padoue) est un philosophe, médecin, universitaire et savant italien du XVIIe siècle.
Il est surtout connu pour son traité sur les monstres De monstruorum causis, natura et differentiis, avec plus de 70 illustrations, qui marque l'émergence d'un discours médical sur les monstres, en dehors de la théologie.

## Biographie
Son père Giuseppe Liceti était médecin. Au retour d'un voyage en mer, sa mère, enceinte de 7 mois, accouche prématurément après une tempête. Fortunio Liceti aurait tenu tout entier dans la main de son père qui lui donne le prénom de Fortunio pour avoir la chance d'être encore en vie. Son père le met dans une boite garnie de coton en le maintenant au chaud, à la manière des incubateurs d'œufs de poule utilisés alors en Égypte. L'enfant garda une santé parfaite et vécut jusqu'à près de 80 ans,.

### Études et carrière
En 1595, à l'âge de 17 ans, Fortunio Liceti étudie à l'université de Bologne, où il acquiert des doctorats en philosophie et en médecine. À 20 ans, il rédige son premier ouvrage Gonopsis chanthropologia, portant sur la formation de l'âme chez le fœtus. L'érudition était telle qu'on ne put croire que ce travail était de lui. Il le republiera plus tard sous un niveau titre, De ortu animae humanae,.
Il devient professeur à l'université de Pise où il enseigne la philosophie de 1600 à 1609. Sa réputation grandit au point qu'il obtient une chaire de philosophie à Padoue en 1609. En 1631 ou 1637, il est refusé pour une chaire de médecine laissée vacante, il se fâche alors pour retourner à Bologne en 1636 et enseigner la médecine,.
Selon Nicolas Éloy, « La république de Venise ne tarda pas à sentir la perte qu'elle avait faite dans son université de Padoue » et une chaire de médecine étant vacante en 1645, « elle lui fit faire des insistances si obligeantes pour l'accepter qu'il revint enseigner dans cette ville » jusqu'à sa mort survenue en 1657.
Il est enterré dans l'Église dominicaine de Padoue, démolie par la suite. Sa pierre tombale a été préservée et se trouve désormais au Museo Civico de Padoue.

### Importance
Ami de Galilée, il est l'un des médecins les plus renommés de son temps par l'étendue de son savoir. D'une érudition impressionnante, il rédige près de 70 traités sur les sujets les plus divers, médicaux ou non. Bonaventura Cavalieri dit de lui « qu'il était capable d'écrire un livre en une semaine ». Cependant la plupart des théories qu'il a défendues ont été réfutées, et sa réputation universitaire déclina par la suite, notamment chez ceux qui lui reprochent sa crédulité et son imagination.
Son ouvrage resté célèbre est celui sur les monstres, recherché pour ses illustrations. Il est réédité en France en 1936, alors que le mouvement artistique du surréalisme était à son sommet. Sur le fond, l'ouvrage est aussi considéré comme un départ décisif qui mène vers la tératologie,.
Le cratère Licetus de la Lune porte son nom.

## Œuvres

### Le traité des monstres:De Monstrorum natura, caussis et differentiis

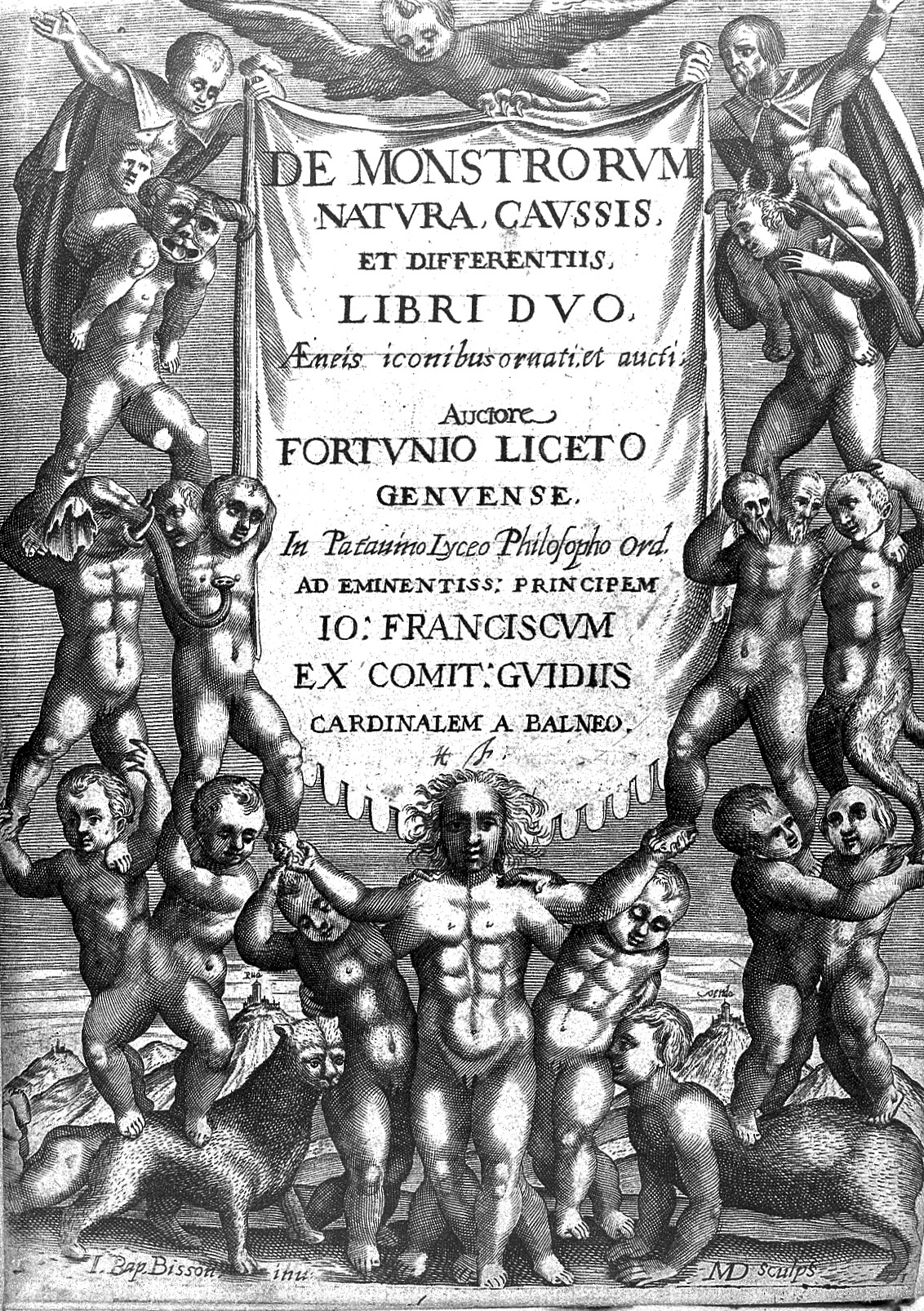
Page de titre de De monstrorum, 1634.

#### Présentation
En 1616, Liceti publie la première édition de son traité le plus connu, celui sur les Monstres De monstruorum natura, caussis et differentiis (Sur la nature, les causes, et les différences des monstres). Il s'agit d'un catalogue de monstres, par ordre chronologique, de l'antiquité jusqu'à son temps. L'ouvrage passe à peu-près inaperçu, il n'est constitué que de texte, et la question des monstres n'était pas un sujet digne d'intérêt pour les universitaires de l'époque .
En 1634, il publie une nouvelle édition remaniée, augmentée et enrichie de plus de 70 illustrations, à partir de gravure sur cuivre, réalisées par Giovanni Battista Bissoni (en) (1576-1636). L'ouvrage connait alors une plus large audience, avec deux autres éditions latines (1665 et 1668) et une autre en français en 1708,.
L'ouvrage n'est pas construit de la même manière que celui d'Ambroise Paré, Des monstres et prodiges (1573). Le livre de Paré est essentiellement un livre d'images, plus ou moins ordonné selon des causes présumées, une seule cause donnant naissance à plusieurs types de monstres. Liceti présente les monstres selon une classification des formes : monstre « uniforme », « difforme », « multiforme », etc. Il dénombre 10 classes de monstres et attribue à chaque classe des causes et des origines.

#### Contenu

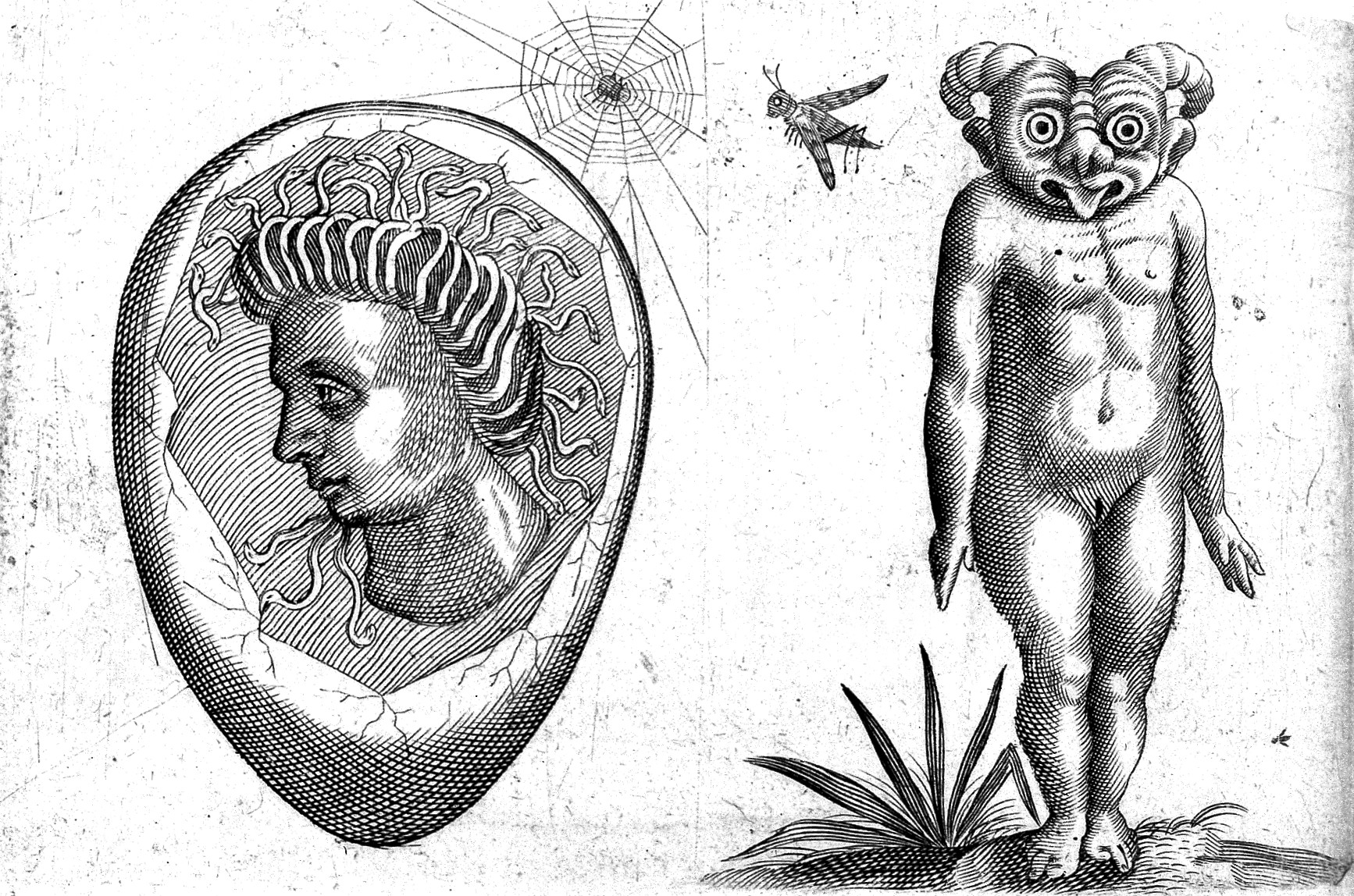
Tête d'homme trouvée dans un œuf de poule et fille à tête de démon cornu.

C'est un premier essai de « classification tératologique », plus scientifique que celle de Paré qui incluait Dieu dans l'origine des monstres, la monstruosité étant vue comme un avertissement divin. Pour Liceti, Dieu n'est pas impliqué dans la production des monstres, pour la bonne raison que « la plupart des monstres étant des productions de la paillardise, ce serait un blasphème de dire que le Bon Dieu voulut se servir de ce moyen pour avertir les hommes de ce qu'ils doivent faire ».
Liceti inclut dans les monstres, non seulement des êtres réels (du domaine de la tératologie au sens moderne), mais aussi tous les êtres fabuleux qui ont pu être signalés depuis l'Antiquité, comme les centaures, les hommes à tête de chien ou d'oiseau, ou ce fameux œuf de poule découvert en 1569 et qui contenait une tête d'homme avec une barbe et des cheveux de serpents, telle une méduse,.
Le but de Liceti est de trouver une ou plusieurs explications à ces phénomènes : il s'agit de disserter longuement et logiquement sur des monstres qu'il n'a jamais vu et qu'il ne verra jamais, non pas par manque de curiosité, mais par la difficulté d'avoir accès direct à ces monstres. Vérifier de tels faits n'était guère possible à l'époque : dans la mentalité dominante du début du XVIIe siècle, on devait faire confiance aux témoignages et aux textes écrits, le nombre et la répétition valant preuve, en admettant que tout ou presque est possible dans la nature.

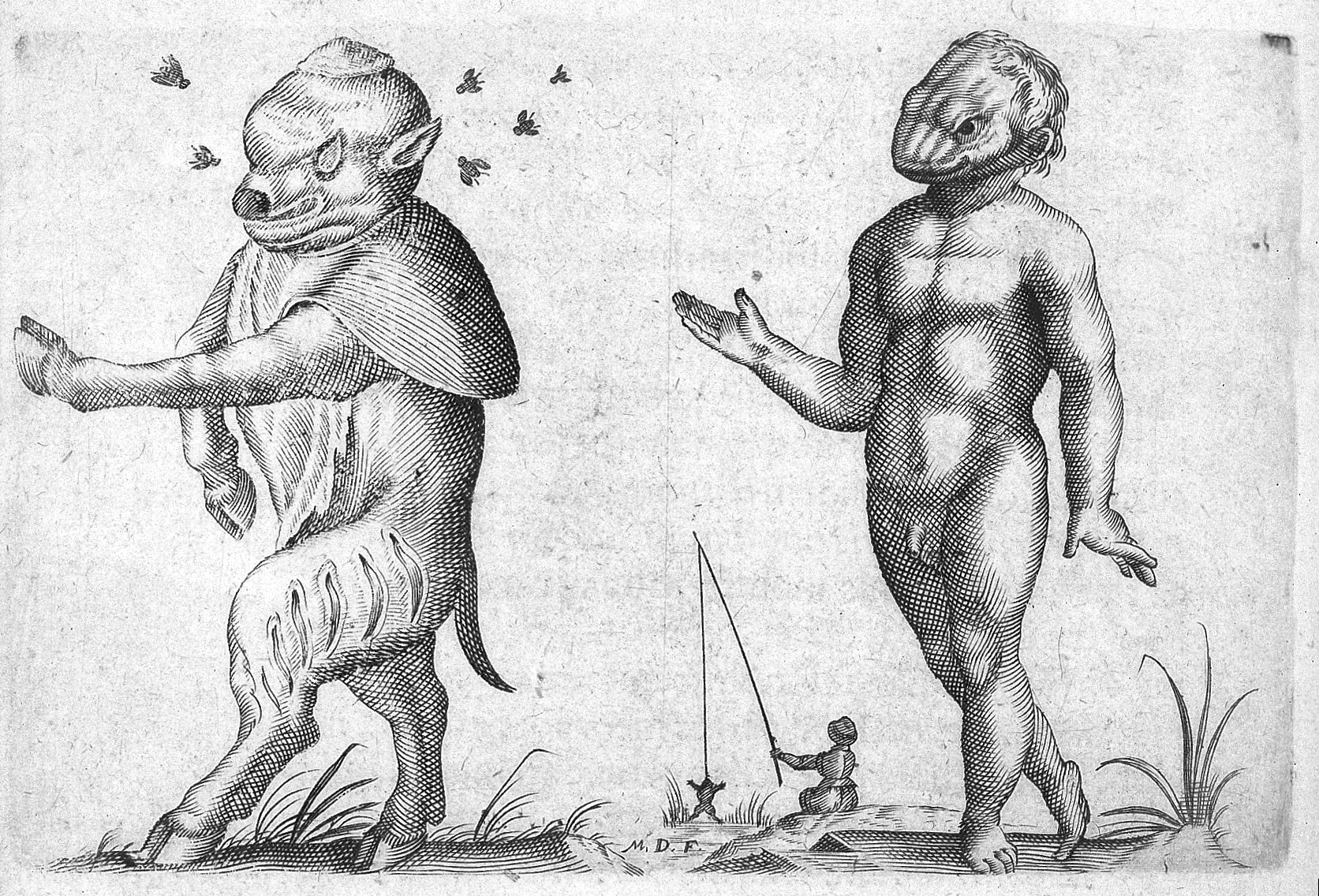
Le « veau-moine » ou l'homme à tête de veau, et l'homme à tête de grenouille.

Les causes qu'il avance pour expliquer la genèse des différents monstres sont inspirées d'Aristote (logique et philosophie naturelle), d'Hippocrate et de Galien. Par exemple, l'imagination des femmes enceintes ne peut agir sur la matière (ajouter ou enlever de la matière), elle n'est pas la cause d'enfant sans bras ou de monstres doubles, mais elle peut agir sur la forme, si la femme enceinte a une forte envie de tête de veau, elle peut donner naissance à un enfant à tête de veau.
L'œuf de 1569 contenant une tête d'homme a été décrit par Ambroise Paré sans commentaires (Des monstres et prodiges, chapitre IV). Liceti fait le tour de toutes les explications possibles. Un  homme peut être assez fou pour s'accoupler avec une poule ; la poule a picoré de la semence humaine, du sang menstruel et des œufs de serpents ; la poule s'est accouplée avec un serpent ; si Dieu n'est pas en cause, le Diable lui, peut l'être.
Liceti ne croit plus à l'existence d'espèces monstrueuses. Le monstre est un individu accidentel qui s'explique par des causes naturelles (logique d'Aristote) en dehors de la théologie, des interventions divines et des causes surnaturelles. Le diable est relégué en dernière position, au 14e rang de la liste des causes possibles. Liceti représente l'émergence d'un discours médical sur les monstres qui se sépare d'un discours théologique.
Si ce traité est le premier ouvrage de classification logique, selon l'apparence formelle, des monstres, il reste aussi scolastique. Lorsqu'il parait en français en 1708, ses illustrations suscitent de l'intérêt, mais son texte appartient déjà à une autre époque.

### Autres
De 1602 à 1618, Liceti publie plusieurs travaux philosophiques sur l'âme et la formation du fœtus : De ortu animae humanae (1602) et De perfecta constitutione hominis in utero liber unus (1616). Liceti s'appuie sur la causalité d'Aristote, mais contrairement à Aristote, il pense que les semences mâle et femelle participent à la formation du fœtus dont les caractéristiques ne proviennent pas seulement du père.
Dans De Spontaneo Viventium Ortu (1618), il passe en revue encyclopédique toutes les théories de la génération spontanée dont celles inspirées de Platon sur l'âme du monde. Il critique par exemple la thèse néoplatonicienne de Marsile Ficin sur « l'âme de la terre ». Selon Liceti, l'apparition et la croissance des végétaux ne sont pas liées à l'âme de la terre, mais à l'âme des plantes elles-mêmes : le vivant qui nait spontanément est procréé par un agent corporel, congénère du parent, une forme déjà inscrite dans la matière.
De 1620 à 1655, il publie de nombreux ouvrages sur des sujets très variés. Il cherche à réfuter la théorie circulatoire du sang de William Harvey, il participe aux controverses astronomiques de son temps, sur la nature des comètes, ou si le centre de la terre correspond au centre de l'univers. Il s'interroge sur la nature de la lumière, celle primaire qui émane des étoiles et du soleil, et la secondaire qui vient de la lune.
Il distingue une extension matérielle et une extension immatérielle, en faisant une analogie entre la lumière et l'esprit. Il cherche à combiner des concepts aristotéliciens avec le concept d'émanation causale de Platon .

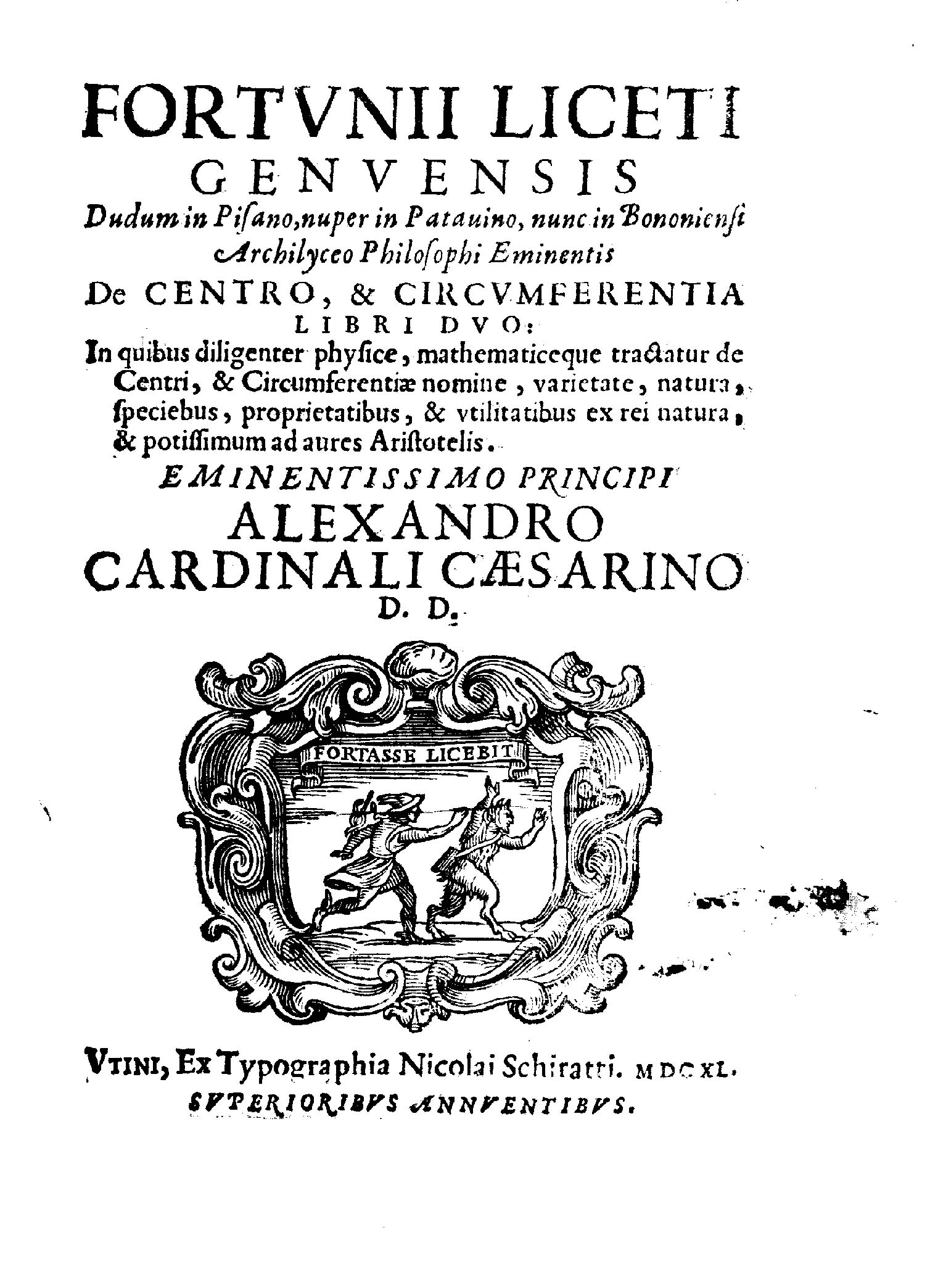
De centro et circumferentia, 1640

- De his qui diu vivunt sine Alimento, Padoue, 1612
- De monstrorum natura, caussis, et differentiis libri duo,, 1616, la prermière étude sur les malformations de l'embryon.
- De spontaneo Viventium Ortu, 1618, sur l'abiogenèse ou la génération spontanée des petits animaux. Ce traité a été réfuté par Francesco Redi.
- De lucernis antiquorum reconditis, 1621, il traite des « lampes sépulcrales » ou lampe éternelle que l'on trouverait toujours allumées dans des tombes datant de l'Antiquité, à mèche inextinguible et dont la fumée retombe en huile, les rendant perpétuelles, mais qui s'éteignent définitivement à l'ouverture du tombeau[2].
- Allegoria peripatetica de generatione, amicitia, et privatione in aristotelicum aenigma elia lelia crispis, 1630,
- De feriis altricis animae nemeseticae disputationes, 1631, sur l'âme des animaux.
- De regulari Motu Cometar. coelestium, 1640
- Litheosphorus, sive de lapide Bononiensi lucem, 1640.
- Ad alas amoris divini a Simmia Rhodio compacta, 1640, sur le calligramme Les Ailes de Simmias de Rhodes,
- De Lunae Subobscura Luce prope coniunctiones, 1641.
- Silloge Hieroglyphica, sive antiqua schemata gemmarum anularium, quæsita Moralia, Politica, Historica, Medica, Philosophica, & Sublimiora, 1653
- Hydrologiae peripateticae, 1655.